# Antoine Perrenot de Granvelle

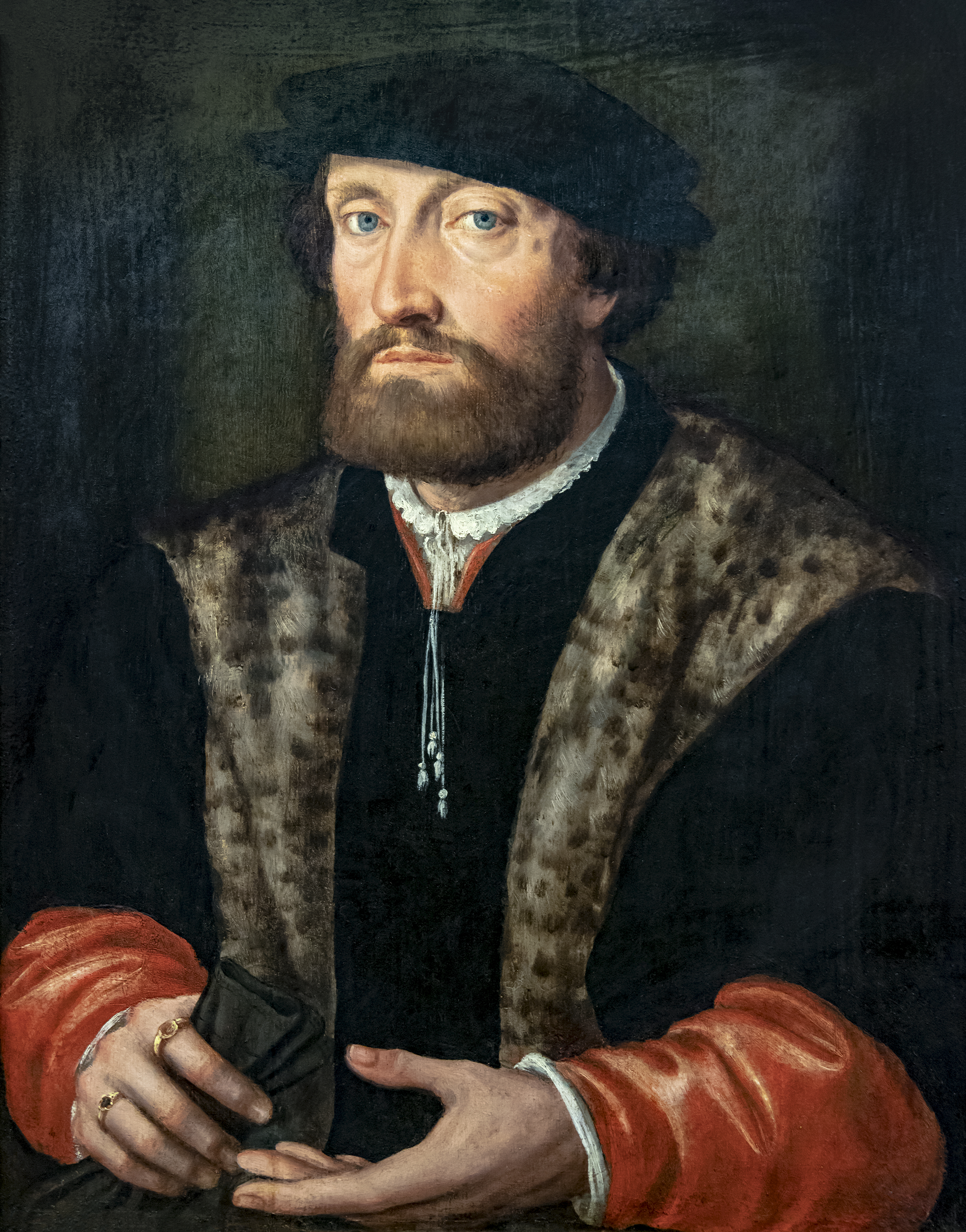
Antoine Perrenot de Granvelle, porträtt av Frans Floris

Antoine Perrenot de Granvelle, född 20 augusti 1517, död 21 september 1586, var en spansk statsman. Han var äldste son till Karl V:s statssekreterare Nicolas Perrenot de Granvelle.
Granvelle var en av motreformationens mäktigaste kyrkofurstar. Under studier vid universitetet i Padua och andra universitet förvärvade Granvelle förutom en grundlig juridisk och teologisk utbildning även omfattande språkkunskaper. En tid var han kanik i födelsestaden Besançon, innan han 1540, 23 år gammal blev biskop i Arras, ett ämbete han innehade under två decennier. Vid tridentiska mötets öppnande 1543 drog Granvelle hela Europas uppmärksamhet till sig med ett tal, genomandat av entusiasm för Habsburgs världsmark och ett glödande hat mot Frans I. 1574 förmedlade han underhandlingarna med Johan Fredrik I av Sachsen och Filip av Hessen och tog del i den senares förrädiska tillfångatagande. Vid faderns död 1550 inträdde Granvelle i hans ställe som kejsarens mäktigaste man och gick sedan i tjänst hos Filip II. Då Margareta av Parma samma år utnämndes till ståthållare över Nederländerna, medföljde Granvelle som den egentlige regenten. 1560 blev han ärkebiskop och följande år kardinal. Ett redskap för den despotiska politik, som nu fördes, blev Granvelle, som vinningslystet slagit under sig stora inkomster, så hatade, att kungen efter de kraftigaste påstötningar från alla håll blev tvungen att avlägsna honom 1564. 1570 deltog han i bildandet av förbundet mellan Spanien, Kyrkostaten och Venedig mot turkarna. 1571 blev Granvelle vicekung i Neapel, där han regerade med mildhet och klokhet. Efter 1579 var han Filip II:s ledande minister.